# Ландеда
Ландеда (фр. Landéda) — коммуна на северо-западе Франции, находится в регионе Бретань, департамент Финистер, округ Брест, кантон Плабеннек. Расположена на побережье Ла-Манша, в 28 км к северу от Бреста, в 25 км от национальной автомагистрали N12. К коммуне также относятся несколько необитаемых островов, крупнейшим из которых является Гениок.
Население (2019) — 3 576 человек. 

## История
На территории коммуны Ландеда люди селились с неолита. Несколько мегалитов и предметы бронзового века были обнаружены на острове Гениок. Уровень моря в то время был ниже, чем сейчас, и острова были частью материка. На острове Гениок также были обнаружены следы поселения выходцев с Британских островов периода Раннего Средневековья.
Положение Ландеда в устье реки Абер Враш делало его стратегически важным. В месте впадения в Ла-Манш река образует гавань, служившую на протяжении веков естественной защитой для морских судов. Созданные в XIV веке защитные укреплениями были усилены Вобаном в 1685 года: были построены форт и целая система прибрежных батарей и заграждений. 

## Достопримечательности
- Фрагменты аббатства Нотр-Дам XVI века; сейчас местные власти предпринимают усилия по восстановлению зданий бывшего аббатства с целью создания здесь культурного центра
- Церковь Святого Конгара XV века, реконструированная в середине XIX века
- Шато де Троменек XVI века
- Усадьба Керсеме XV-XVI веков

## Экономика
Структура занятости населения:
- сельское хозяйство — 19,3 %
- промышленность — 6,3 %
- строительство — 7,2 %
- торговля, транспорт и сфера услуг — 35,1 %
- государственные и муниципальные службы — 32,1 %

Уровень безработицы (2018) — 11,6 % (Франция в целом —  13,4 %, департамент Финистер — 12,1 %). 

Среднегодовой доход на 1 человека, евро (2018) — 24 420 (Франция в целом — 21 730, департамент Финистер — 21 970).

## Демография
Динамика численности населения, чел.

## Администрация
Пост мэра Ландеда с 2014 года занимает Кристин Шевалье (Christine Chevalier).  На муниципальных выборах 2020 года возглавляемый ею левый список победил во 2-м туре, получив 59,82 % голосов..
| Период | Период | Фамилия             | Партия       | Примечания |
| ------ | ------ | ------------------- | ------------ | ---------- |
| 1983   | 1989   | Жан-Франсуа Керверн |              | фармацевт  |
| 1989   | 1993   | Жорж Пронос         |              |            |
| 1993   | 1995   | Одиль де Пульпике   |              |            |
| 1995   | 2014   | Кристиан Трегер     |              |            |
| 2014   |        | Кристин Шевалье     | Разные левые |            |

## Галерея

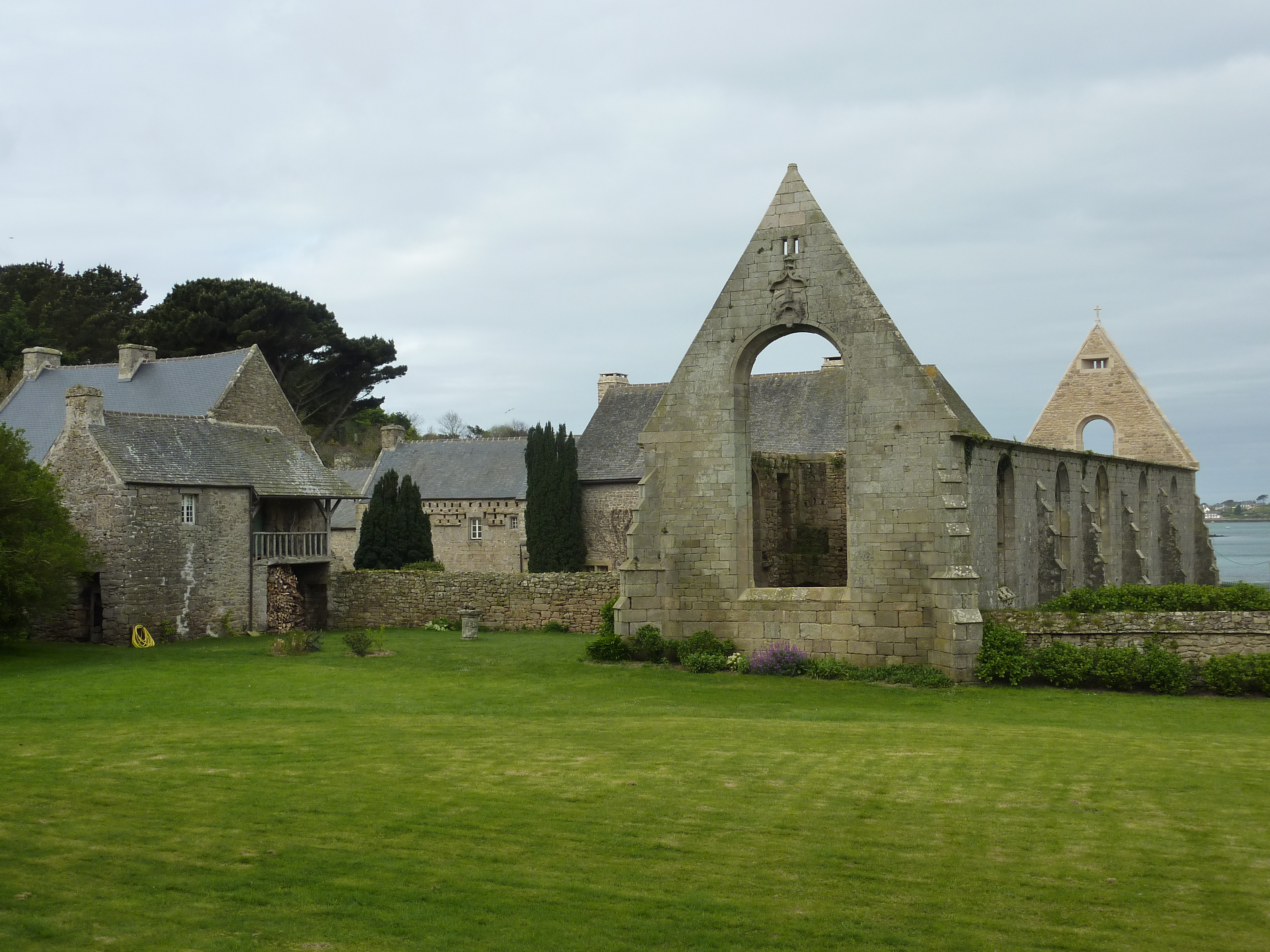
Аббатство Нотр-Дам
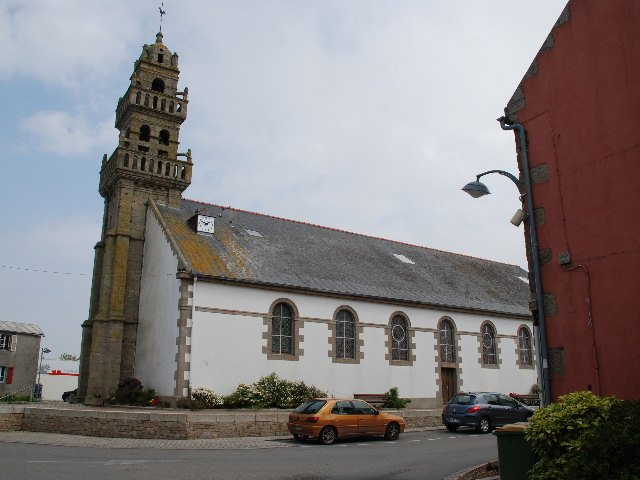
Церковь Святого Конгара

1. 1 2  база данных о французских коммунах — Национальный географический институт Франции, 2015.